# 台灣飛地列表
本列表主要收錄中華民國(台灣)境內的所有飛地：

## 列表
雖然一般飛地的定義為兩主權國家之間的領土有著切割或包圍的關係，但是在同一個國家內的行政區劃仍然能夠以國內飛地稱之。以下列表為中華民國境內的所有飛地：
- 臺北市
  - 臺北市本身是新北市的一塊內飛地。
- 基隆市
  - 臺北縣在2010年時改制為直轄市－「新北市」，導致劃分在臺灣省的基隆市成為全境皆被新北市包圍的飛地。
- 新北市
  - 新北市新店區和平里為中山里的內飛地。[1]
- 新竹市
  - 東區豐功里被武功里分隔成兩塊。
- 臺中市
  - 南屯區的春社有一內飛地為春安里。
- 嘉義市
  - 嘉義市本身是嘉義縣的一塊內飛地。
- 嘉義縣
  - 水上鄉下寮村鴿溪寮與下寮被回歸村分隔形成飛地。
- 臺東縣
  - 金峰鄉正興村與賓茂村位於太麻里鄉內，與金峰鄉大片區域不相連。
  - 池上鄉大埔村大埔部落與陸安部落不相連。
- 屏東縣
  - 瑪家鄉三和村，夾在長治鄉與內埔鄉之間。
  - 枋寮鄉有一小塊飛地位於春日鄉公所附近，[2]並有地段「飛地段」。[3]
  - 霧台鄉好茶村（新新好茶），遷村至瑪家鄉禮納里部落形成飛地。
  - 霧台鄉阿禮村、吉露村，遷村至長治鄉長治百合部落形成飛地。
  - 三地門鄉大社村（新大社），遷村至瑪家鄉境內禮納里部落形成飛地。
  - 泰武鄉泰武村，遷村至位於萬巒鄉境內的赤山農場形成飛地。
  - 來義鄉來義村，遷村至位於新埤鄉境內的南岸農場形成飛地（新來義部落）。
  - 鹽埔鄉鹽中村被鹽南村分隔成三塊。
- 高雄市
  - 桃源區建山里位於六龜區與甲仙區境內。

## 歷史上的飛地
- 臺中市
  - 臺中市本身是臺中縣的一塊內飛地，但在2010年兩者合併升格為直轄市後消失。
- 屏東縣
  - 東港鎮興漁里被盛漁里分隔成兩塊，但在2021年里鄰調整後消失[4]。